# Займо-Обрыв
Займо-Обрыв — село в Азовском районе Ростовской области. Входит в Пешковское сельское поселение.

## География
Расположен в 20 км (по дорогам) юго-западнее районного центра — города Азова, на берегу Таганрогского залива.

## История
Первое упоминание о селе Займы было в конце XVIII века.
По одной из версий топонимика названия Займо-Обрыв указывает на то, что село было образовано слиянием двух соседних сёл Займы и Обрыв. Местные жители в основной своей массе являются выходцами с Украины, о чём красноречиво свидетельствует характерный диалект. Другая версия, по словам старожилов, свидетельствует о некой помещице, которая отдала в заём земли вольным крестьянам. Займо — занимали земли, Обрыв — география местности.

## Население
| 1989 | 2002  | 2010  |
| ---- | ----- | ----- |
| 1147 | ↗1357 | ↗1557 |

Национальный состав
Согласно результатам переписи 2002 года, в национальной структуре населения русские составляли 93 %.

## Улицы
| - пер. Безымянный, - пер. Кошевого, - пер. Мира, - пер. Октябрьский, - пер. Полевой, - ул. Братская, - ул. Будённого, - ул. Димитрова, | - ул. Калинина, - ул. Каневца, - ул. Крупской, - ул. Куйбышева, - ул. Ленина, - ул. Морская, - ул. Полевая, - ул. Южная. |

## Известные люди
В селе родились:
- Ганоцкий, Леонид Александрович — Герой Социалистического Труда.
- Замай Алла Николаевна (14.09.1932) - живописец, член Союза художников СССР, член Белорусского союза художников (с 1964 года)
- Канивец, Фёдор Яковлевич — Герой Социалистического Труда.
- Сухоруков, Андрей Гаврилович — Герой Советского Союза.

## Достопримечательности
- В селе находится памятник архитектуры — Преображенская церковь. Памятник построен в 1904—1913 гг. Решением Малого Совета облсовета № 301 от 18 ноября 1992 года церковь внесена в список объектов культурного наследия местного значения под кодом № 6100439000[5].

- В 1,8 километрах южнее села находится памятник археологии — Курганный могильник «Займо-Обрыв». Памятник датируется II тысячелетием до н. э. — XIV веком н. э. Решением Малого Совета облсовета № 301 от 18 ноября 1992 года могильник внесён в список объектов культурного наследия местного значения под кодом № 6100312000[6].

- В 7,5 километрах юго-восточнее села находится памятник археологии — Курган «Кугейская падь-4». Памятник датируется II тысячелетием до н. э. — XIV веком н. э. Решением Малого Совета облсовета № 301 от 18 ноября 1992 года курган внесён в список объектов культурного наследия местного значения под кодом № 6100315000[7].

## Фотогалерея
- Свято-преображенский храм в селе Займо-обрыв
- Свято-преображенский храм